# Bahnhof Oiwake
Der Bahnhof Oiwake (jap. 追分駅, Oiwake-eki) ist ein Bahnhof auf der japanischen Insel Hokkaidō. Er befindet sich in der Unterpräfektur Iburi auf dem Gebiet der Stadt Abira.

## Verbindungen
Oiwake ist ein Kreuzungsbahnhof: In Nord-Süd-Richtung verläuft die Muroran-Hauptlinie, die Iwamizawa mit Muroran und Oshamambe verbindet. Im Südwesten mündet die von Minami-Chitose her kommende Sekishō-Linie ein. Diese zweigt nördlich des Bahnhofs ostwärts in Richtung Yūbari und Obihiro ab. Beide Linien werden von der Gesellschaft JR Hokkaido betrieben.
Auf der Sekishō-Linien halten in Oiwake die Schnellzüge Super Ōzora von Sapporo nach Kushiro (6 Zugpaare täglich) und Super Tokachi von Sapporo nach Obihiro (5 Zugpaare täglich). Hinzu kommen ungefähr alle zwei bis drei Stunden Regionalzüge zwischen Minami-Chitose und Yūbari. Auf der Muroran-Hauptlinie verkehren zwischen Iwamizawa und Tomakomai sieben Regionalzugpaare täglich.
Vor dem Bahnhof befindet sich eine Bushaltestelle der Gesellschaft Atsuma Bus.

## Anlage
Der Bahnhof befindet sich am Rande des Stadtzentrums und ist in Nord-Süd-Richtung angeordnet. Er besitzt sechs Gleise, von denen vier dem Personenverkehr dienen. Diese liegen am Hausbahnsteig, einem Mittelbahnsteig und einem daran anschließenden, nach Norden gerichteten Zungenbahnsteig. Eine gedeckte Überführung verbindet den Mittelbahnsteig mit dem Empfangsgebäude an der Ostseite der Anlage. Südlich davon überquert ein Fußgängersteg die Gleise, jedoch ohne Verbindung zu den Bahnsteigen.

## Bilder

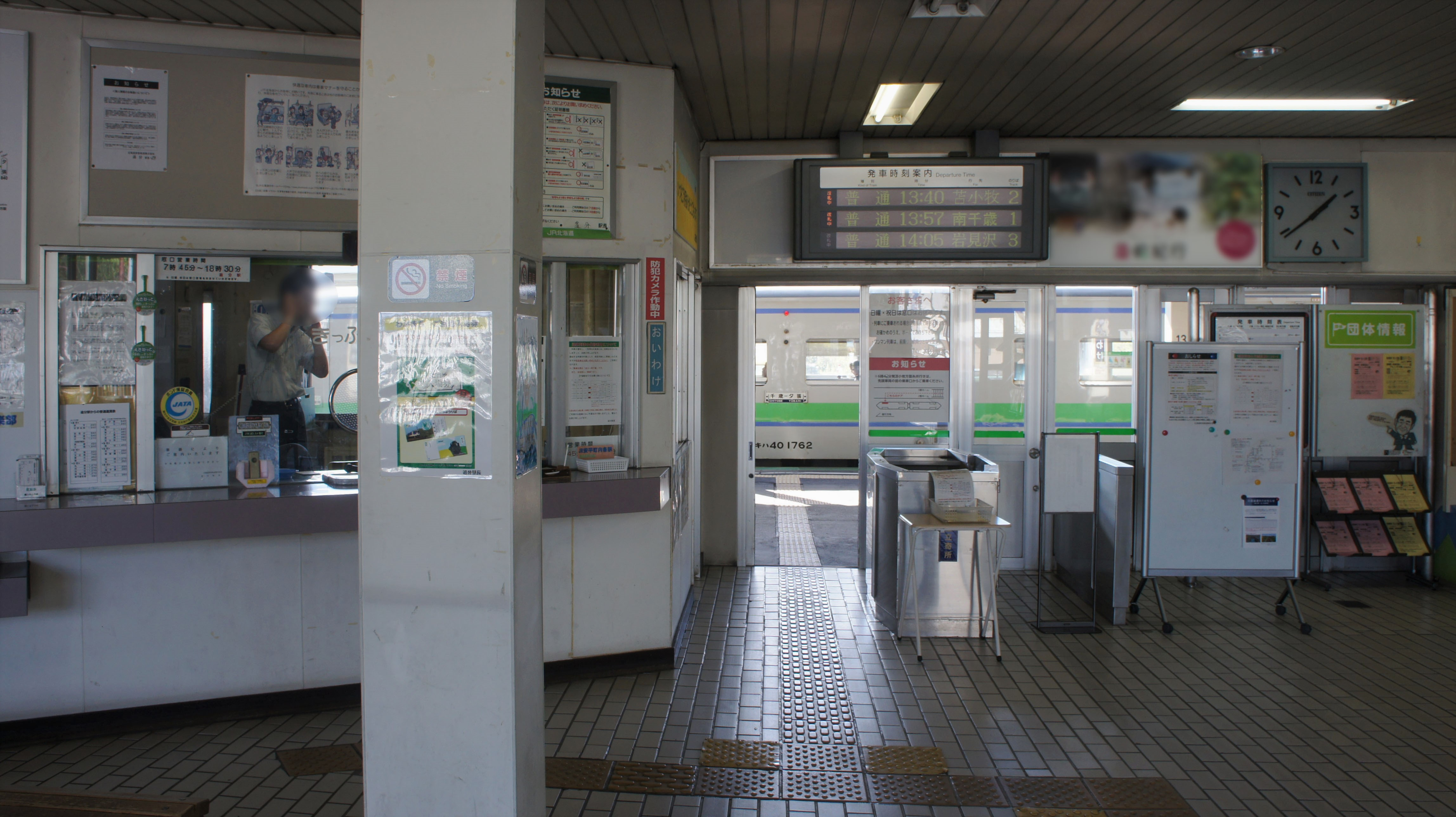
Schalterhalle
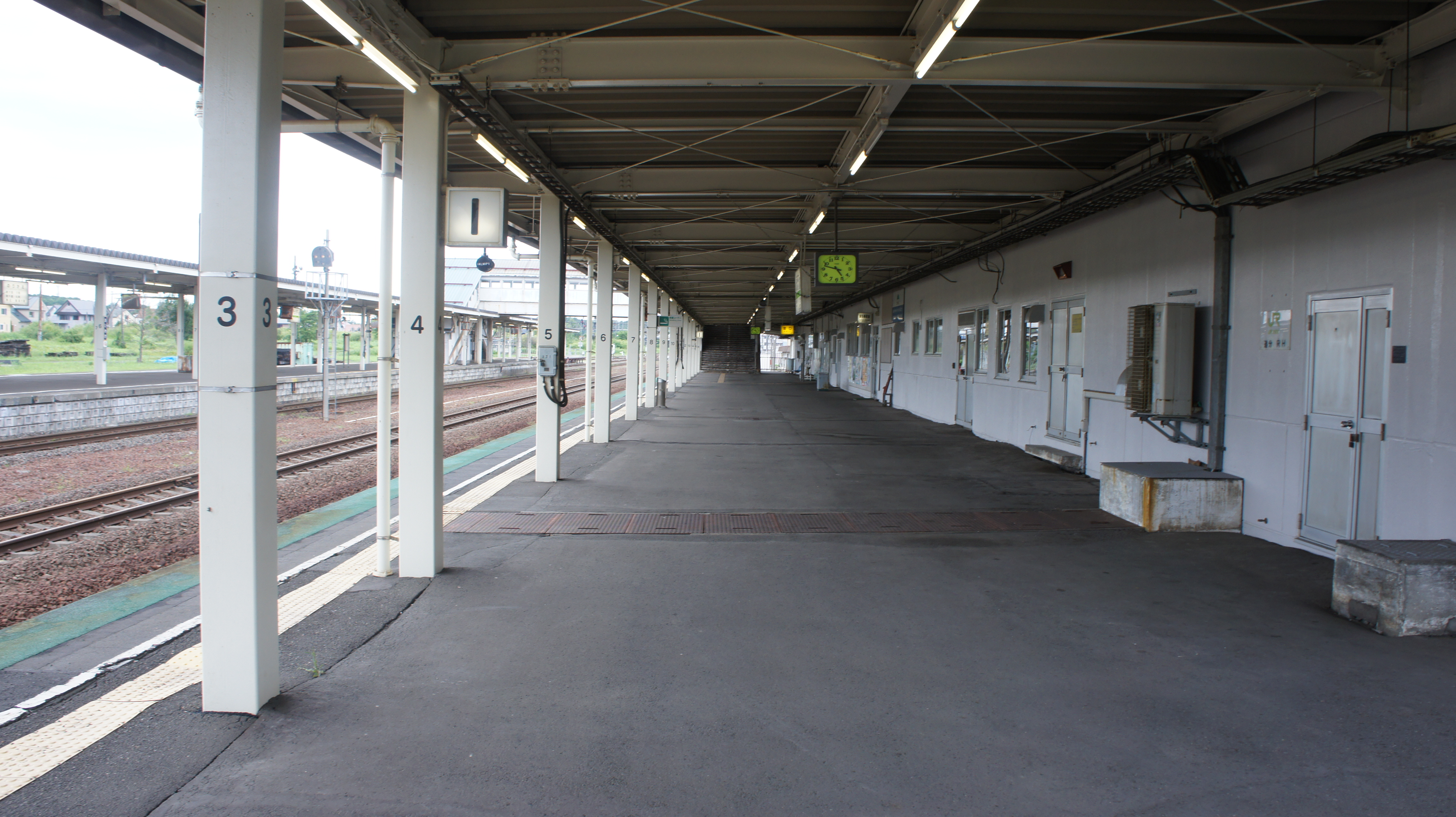
Bahnsteig 1
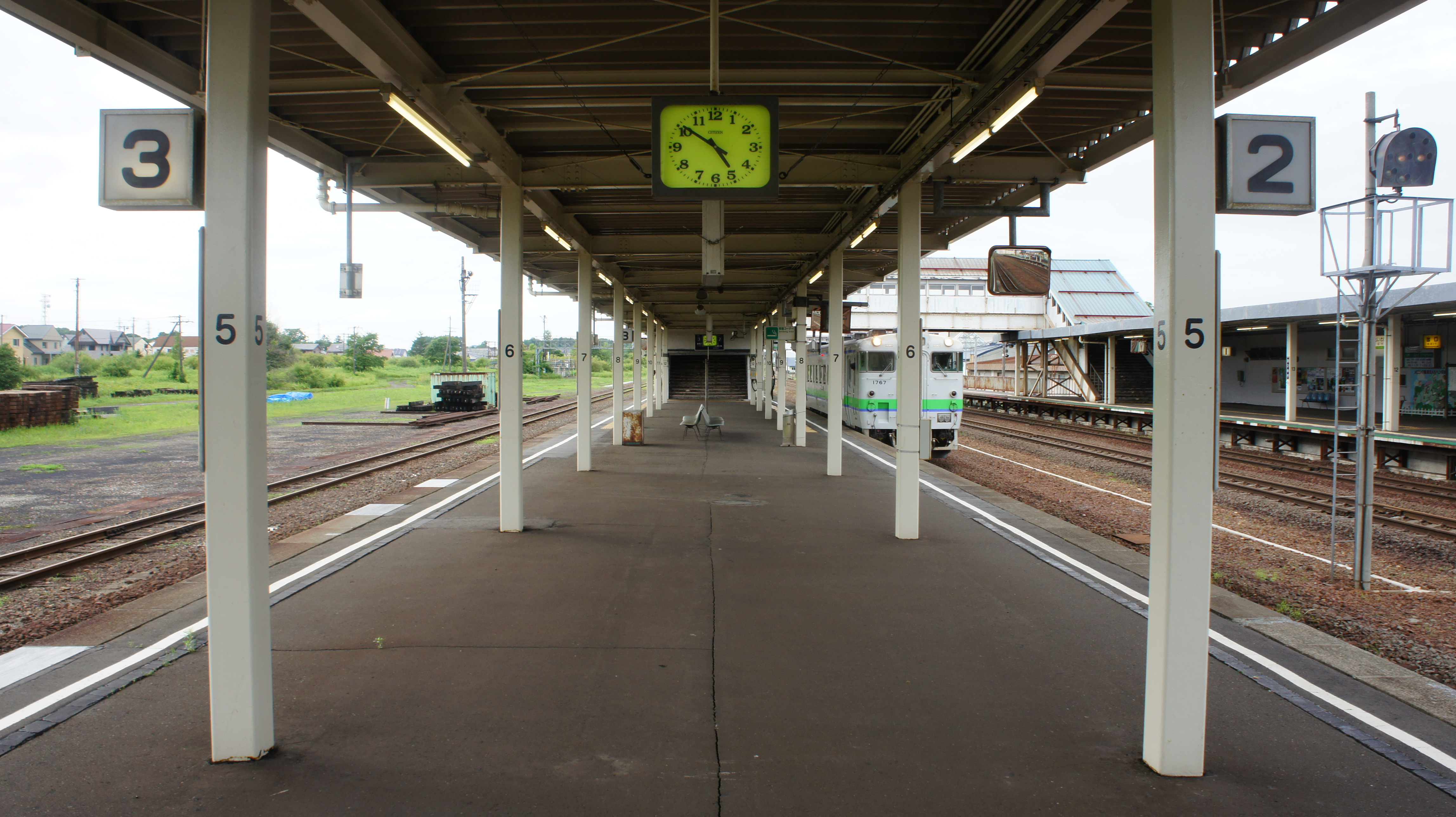
Bahnsteig 2/3
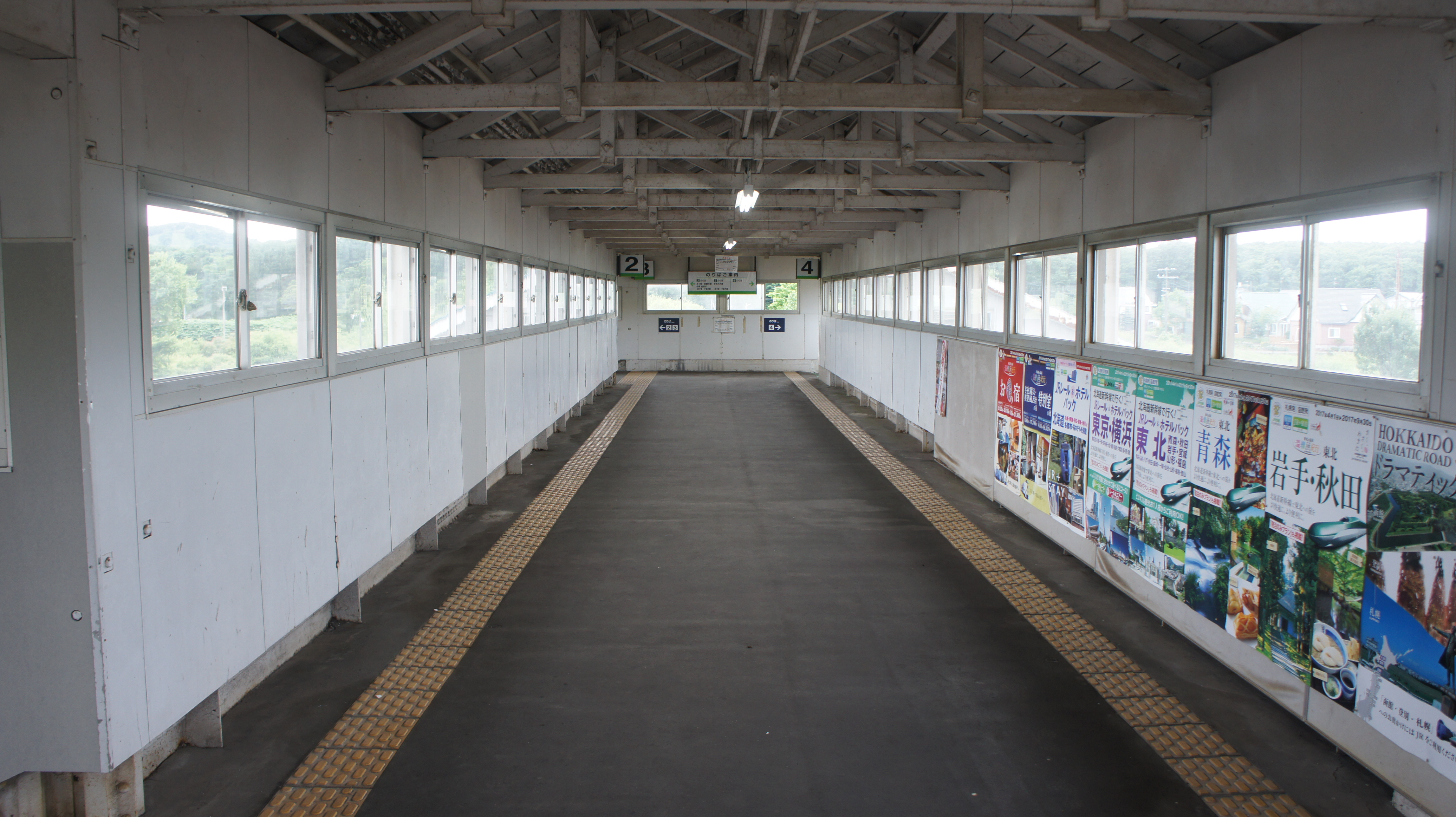
Überführung
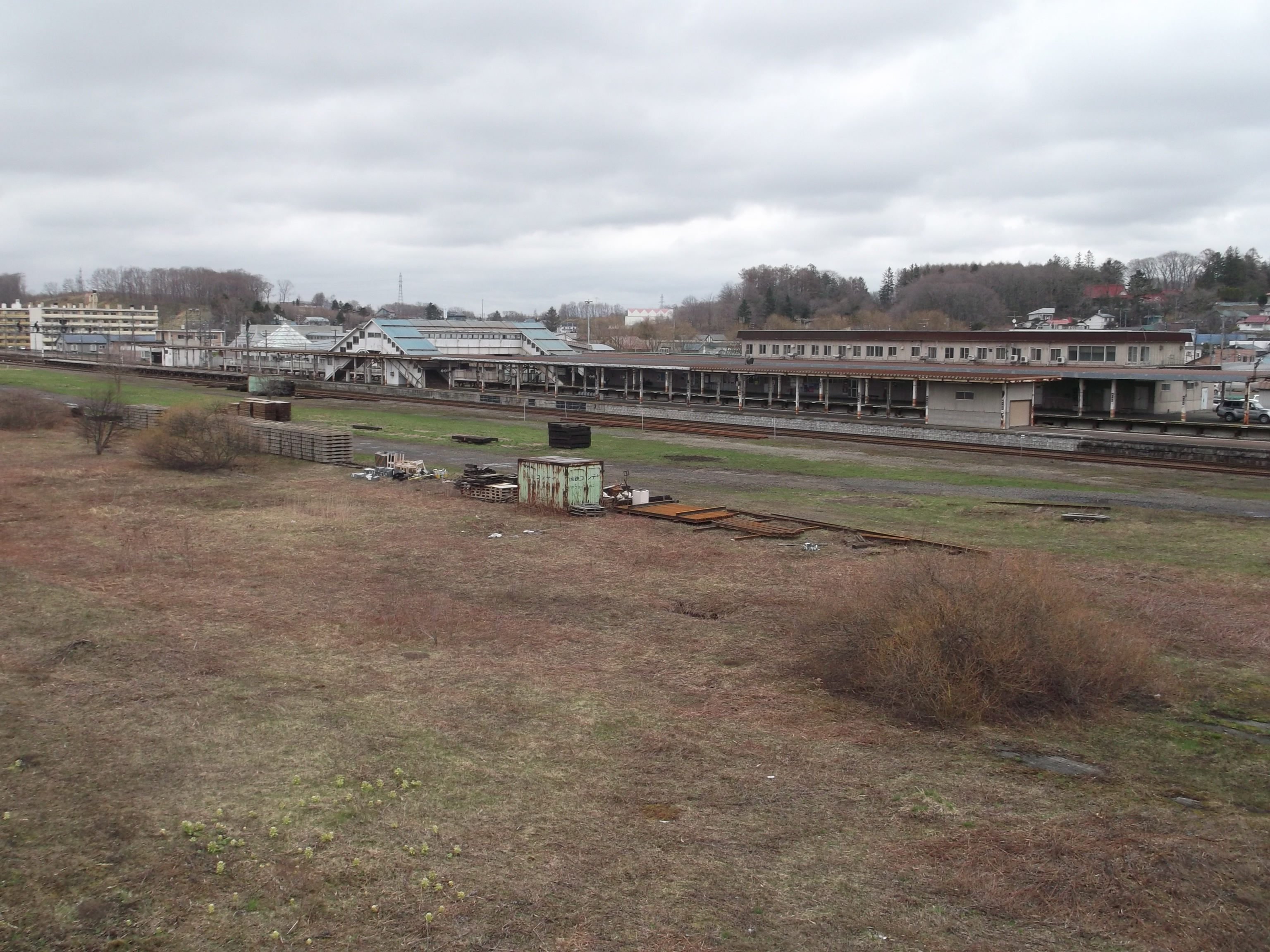
Im Bahnhof (Mai 2013)

## Gleise
| 1 | ▉ Sekishō-Linie      | Minami-Chitose • Sapporo        |
| 1 | ▉ Sekishō-Linie      | Shin-Yūbari • Obihiro • Kushiro |
| 2 | ▉ Muroran-Hauptlinie | Tomakomai                       |
| 2 | ▉ Sekishō-Linie      | Shin-Yūbari                     |
| 3 | ▉ Muroran-Hauptlinie | Iwamizawa                       |
| 3 | ▉ Sekishō-Linie      | Shin-Yūbari                     |
| 4 | ▉ Sekishō-Linie      | (Reservegleis)                  |

## Linien
| Verlauf der Muroran-Hauptlinie |
| --- |
| Oshamambe • Shizukari • Koboro • Rebun • Ōkishi • Toyoura • Tōya • Usu • Nagawa • Datemombetsu • Kita-Funaoka • Mareppu • Kogane • Sakimori • Moto-Wanishi • Higashi-Muroran • Washibetsu • Horobetsu • Tomiura • Noboribetsu • Kojōhama • Takeura • Kita-Yoshihara • Hagino • Shiraoi • Shadai • Nishikioka • Itoi • Aoba • Tomakomai • Numanohata • Toasa • Hayakita • Abira • Oiwake • Mikawa • Furusan • Yuni • Kuriyama • Kurioka • Kurisawa • Shibun • Iwamizawa Muroran-Zweigstrecke: Higashi-Muroran • Wanishi • Misaki • Bokoi • Muroran |

| Verlauf der Sekishō-Linie                                                                                                |
| --- |
| Minami-Chitose • Oiwake • Higashi-Oiwake • Kawabata • Takinoue • Tomisato • Shin-Yūbari • Shimukappu • Tomamu • Shintoku |

## Geschichte

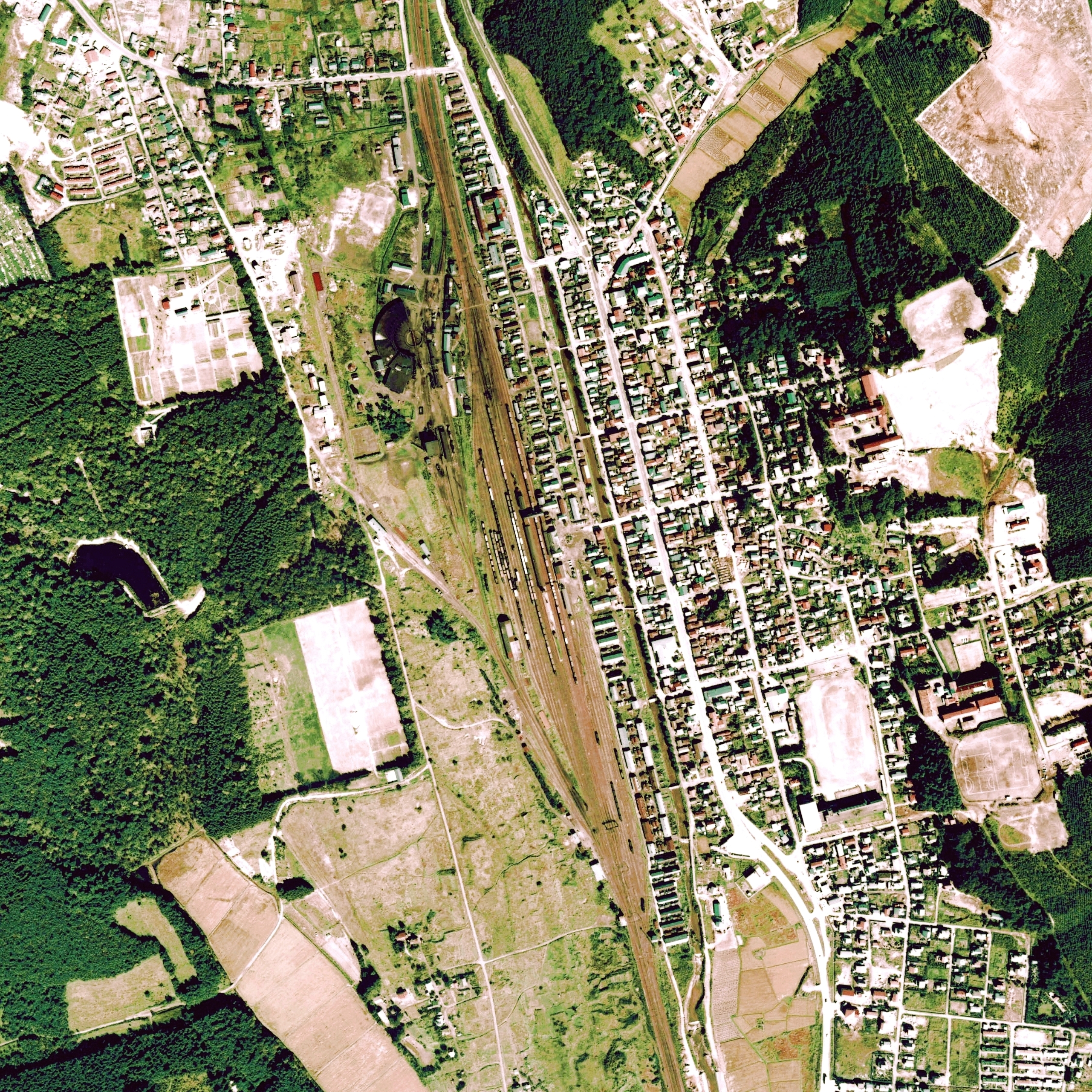
Luftansicht (1975)

Die Bergbau- und Bahngesellschaft Hokkaidō Tankō Tetsudō eröffnete den Bahnhof am 1. August 1892, zusammen mit dem Abschnitt Iwamizawa–Higashi-Muroran der Muroran-Hauptlinie. Drei Monate später, am 1. November 1982 nahm sie die Yūbari-Linie (夕張線, Yūbari-sen) in Betrieb, die in Oiwake abzweigte und zur Bergbaustadt Yūbari führte. Sie hatte eine überragende Bedeutung für den Transport der dort abgebauten Kohle zum Hafen von Muroran. Nach der Verstaatlichung der Hokkaidō Tankō Tetsudō am 1. Juli 1906 war das Eisenbahnamt (das spätere Eisenbahnministerium) für beide Linien zuständig. Der Abschnitt Oiwake–Kawabata wurde 1917 zweigleisig ausgebaut, doch bereits 13 Jahre später entfernte man das zweite Gleis wieder. Der im Jahr 1944 erfolgte Doppelspurausbau auf der Muroran-Hauptlinie zwischen Oiwake und Mikawa blieb bis heute bestehen.
Jahrzehntelang waren die beiden Bahnstrecken überwiegend auf den Kohlebergbau ausgerichtet, dieser brach jedoch in den 1970er Jahren nahezu vollständig ein. Andererseits fehlte eine direkte Verbindung zur rasch wachsenden Agglomeration Sapporo. Aus diesem Grund errichtete die Japanische Staatsbahn eine Neubaustrecke zwischen Oiwake und Minami-Chitose und nahm diese am 1. Oktober 1981 in Betrieb. Aus der bestehenden Yūbari-Linie entstand so die neue Sekishō-Linie. Aus Kostengründen stellte die Staatsbahn am 1. Februar 1984 den Güterumschlag und die Gepäckaufgabe ein. Im Rahmen der Staatsbahnprivatisierung ging der Bahnhof am 1. April 1987 in den Besitz der neuen Gesellschaft JR Hokkaido über.